# Goshen (ville, New York)
Pour les articles homonymes, voir Goshen.
Ne doit pas être confondu avec Goshen (New York).
Goshen est une ville du comté d'Orange, dans l'État de New York, aux États-Unis,. En 2010, elle comptait une population de 13 687 habitants.

## Démographie
Lors du recensement de 2010, la ville comptait une population de 13 687 habitants, tandis qu'en 2018, elle en comptait 14 094.